# Kenan Horić
Kenan Horić (Zenica, 13 settembre 1990) è un calciatore bosniaco, difensore del Čelik Zenica.

## Carriera
Ha giocato nella massima serie dei campionati bosniaco, sloveno, turco e cipriota.